# Vindpil

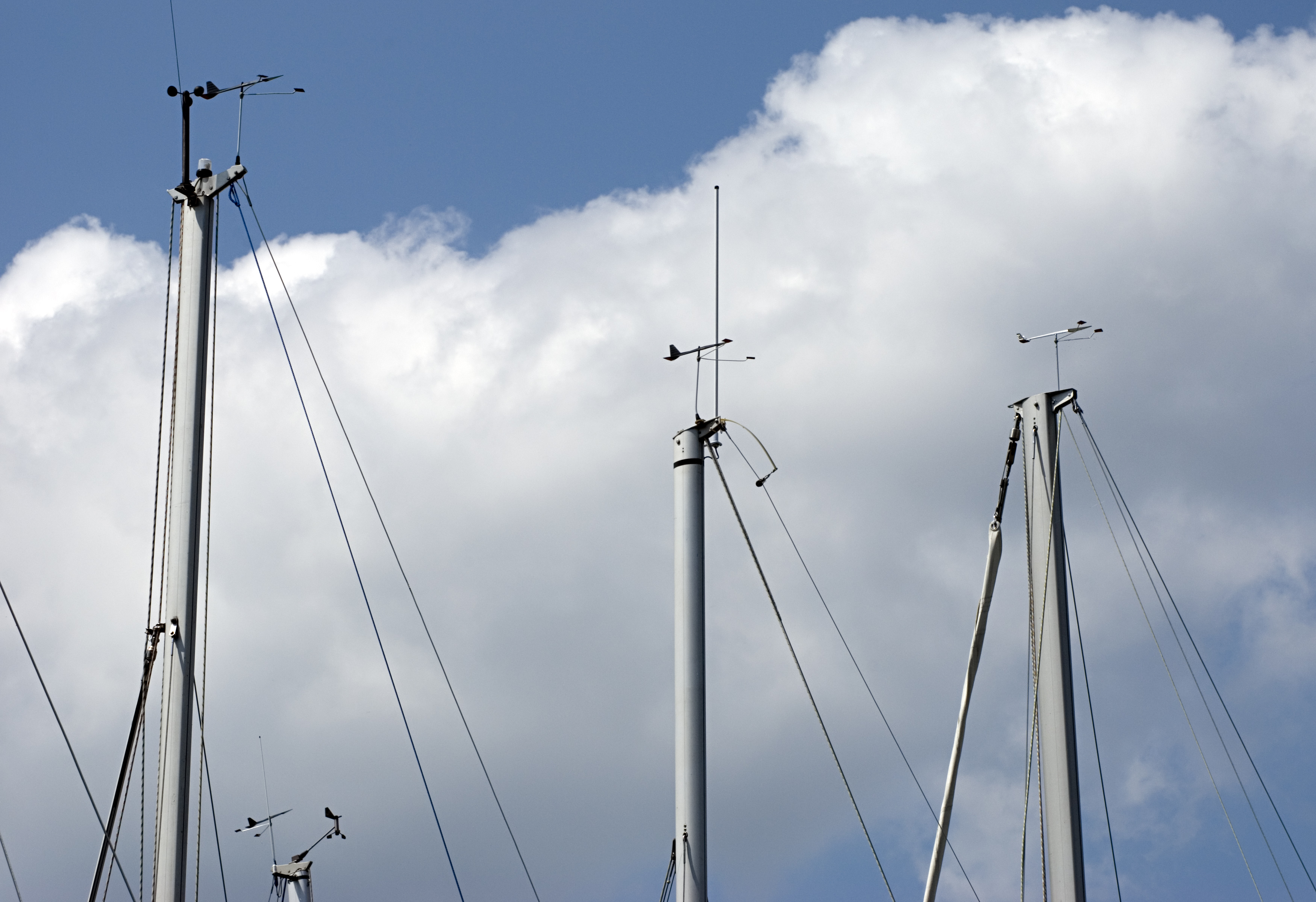
Vindpilar i masttoppen på några segelbåtar. Notera de V-formade "benen".

En vindpil är en masttoppsmonterad vindriktningvisare för segelbåtar. Det handlar således om ett slags vindflöjel särskilt anpassad för segelbåtar. Den har i allmänhet V-formade "ben" som markerar hur högt upp i vind, det vill säga hur nära vindögat, det är möjligt att gå utan att genomföra en stagvändning.
Masttoppsmonterade vimplar är en enkel form av vindriktningvisare, men vindpilen i sitt moderna, aerodynamiskt anpassade utförande uppfanns av de svenska flygteknikerna Lars Bergström, Sven-Olof Ridder och Harald Unden.
Windex är ett varumärke, men har kommit att bli den svenskspråkiga beteckningen på alla vindriktningsvisare av liknande utförande.